# The Dynamic Gallery of Thoughts
The Dynamic Gallery of Thoughts to pierwszy studyjny album zespołu ...And Oceans, wydany po demach z lat 1995-1997.

## Lista utworów
1. "Trollfan" – 04:49
2. "The Room Of Thousand Arts" – 05:04
3. "Som Öppna Böcker" – 04:52
4. "Je Te Connais Beau Masque" – 08:02
5. "Microbotic Fiends/ Ur Åldrig Saga Och Sång" – 08:01
6. "Samtal Med Tankar – Halo Of Worlds" 05:16
7. "September (Når Hjärtat Blöder)" – 06:57
8. "Kärsimyksien Vaalent Kädet" – 05:30

## Twórcy
Anzhaar – keyboard
Neptune – gitara
K-2T4-S – wokal
de Monde – gitara
Gaunt – gitara basowa
Grief – perkusja